# 阪本篤志
阪本 篤志（さかもと あつし、1971年6月4日 - ）は、NHKの元アナウンサー。

## 人物
山梨県立甲府西高等学校を経て明治大学政治経済学部卒業後、1994年入局。2020年よりアナウンス業務からラジオセンターに異動し、「武内陶子のごごカフェ」、「ひるのいこい」の担当を経て、2022年7月より「ラジオ深夜便」のプロデューサーを担当している。

## 嗜好・挿話
- 放送局のブログに、体重や血圧を記載している[要出典]。
- 過去2回、大きな地震が発生した瞬間にニュースを伝えた。盛岡放送局時代の三陸南地震と、新潟放送局時代の新潟県中越地震の余震である。盛岡放送局時代の2003年5月26日午後6時24分ごろ、『おばんですいわて』放送中のことで、瞬間の録画映像は当日夜の『NHKニュース9』『NHKニュース10』でも流れた。新潟放送局時代の2004年10月23日午後6時34分ごろは土曜日で定時のニュース中ではなかったが、本震を受けて始まったニュースで新潟からの中継している最中だった。いずれも視聴者に対して注意を呼びかけ、地震の状況を伝えた[要出典]。

- 札幌放送局時代には『ためしてガッテン』で紹介された“測るだけダイエット”に取り組み、局のブログでは氏名表記にその時の体重を記し、記事の最後に変化を示すグラフを載せていた[1][要出典]。
- 愛称は「料理長・コックマン[2]」。札幌放送局のブログにおいて「えのきとゆり根のラタトゥイユパスタ」「サンマの刺身」などの手料理を披露した[要出典]。
- 宮崎放送局から長野放送局へ異動になったが、長野放送局に着任後最初のブログで、副部長からシニアアナウンサーになったと発表した[要出典]。
- 長野放送局ホームページ等の記載から、その後副部長になっている[要出典]。

## 過去の出演番組
富山放送局時代
- 富山県のニュース・中継・リポート
- イブニングネットワークとやま（キャスター）

盛岡放送局時代
- 岩手県のニュース・中継・リポート
- おばんですいわて（キャスター）
- ニュースいわて845（不定期）

新潟放送局時代
- 新潟県のニュース・中継・リポート
- 新潟ニュース845（不定期）

東京アナウンス室時代
- NHKニュースおはよう日本 リポーター
- 生活ほっとモーニング リポーター
- NHK BSニュース（不定期）

札幌放送局時代
- NHKニュースおはよう北海道土曜プラス（キャスター）
- ニュース北海道645（不定期）
- アナブロ（不定期）
- 東日本大震災（東北地方太平洋沖地震）特設ニュース（2011年3月12日未明） - 札幌放送局から北海道の津波情報・被害状況を伝えた（全国放送）。
- ネットワークニュース北海道（2011年3月22日 - 25日） - 登坂淳一が東日本大震災発生に伴う非常報道体制により東京へ応援に出たことに伴うキャスター臨時代行
- 北海道のニュース・中継・リポート

宮崎放送局時代
- 宮崎県のニュース
- 放送部副部長（アナウンス統括）
- 昼前みやざき（編集責任者）
- いっちゃがゴールド（編集責任者）
- ニュースwave宮崎（料理コーナー担当、編集責任者）
- 宮崎熱時間（編集責任者）
- NHKニュースおはよう宮崎（不定期）
- ニュース宮崎845（不定期）
- NHKニュース宮崎645（不定期）
- 宮崎放送局制作番組の編集責任者

長野放送局時代
- 長野県のニュース
- 信州845（不定期）
- ゆる信ワイド!（編集責任者・パーソナリティー）
- 放送部副部長（アナウンス統括）
- イブニング信州（編集責任者・打越裕樹、田中寛人のキャスター代行など）
- ひるまえほっと〜関東甲信越〜 （編責）
- 令和元年東日本台風（台風19号）豪雨特設ニュース（2019年10月14日） - 長野放送局から長野県内の被害状況を伝えた（全国放送）。
- 長野放送局制作番組の編集責任者
- 緊急報道（長野放送局発）